# Peter Safar
Peter Safar (Viena, 12 de abril de 1924 – Mount Lebanon, Pensilvânia, 2 de agosto de 2003) foi um médico austríaco. É considerado o pai da ressuscitação cardiopulmonar.

## Reanimação cardiopulmonar
Junto com James Elam, ele redescobriu as etapas iniciais da RCP. Isso incluiu a manobra de inclinação da cabeça e elevação do queixo para abrir as vias aéreas de uma vítima inconsciente, bem como a respiração boca-a-boca. Ele influenciou o fabricante de bonecas norueguês Asmund Laerdal, da empresa Laerdal, a projetar e fabricar manequins para treinamento em RCP chamados Resusci Anne. Safar, que começou a trabalhar em RCP em 1956 no Hospital da Cidade de Baltimore, demonstrou em uma série de experimentos em voluntários humanos paralisados que o resgate da respiração boca a boca com ar exalado poderia manter níveis de oxigênio satisfatórios na vítima com respiração não espontânea, e mostrou que mesmo os leigos podem efetivamente realizar a respiração boca-a-boca para salvar vidas. Ele combinou os componentes A (vias aéreas) e B (respiração) da RCP com o C (compressões torácicas). Ele escreveu o livro ABC of Resuscitation em 1957, que estabeleceu a base para o treinamento em massa de RCP. Este sistema ABC para treinamento de RCP do público foi posteriormente adotado pela American Heart Association, que promulgou padrões para RCP em 1973.